# Pomponio Ceci
Pomponio Ceci, auch Pomponio Cecci oder Pomponio Cesi, latinisiert Pomponius Cecius oder Ceccius († 4. August 1542 in Rom) war ein römisch-katholischer Kardinal.

## Leben
Pomponio Ceci gehörte dem römischen Adelsgeschlecht Ceci aus dem Rhione Monti an. Sein Geburtsdatum ist nicht überliefert, vermutlich wurde er um 1500 geboren. Er war Schüler von Giulio Pomponio Leto. Neben Philosophie interessierte er sich auch für Astronomie.
Ceci war Kanoniker der Lateranbasilika. Am 12. August 1538 wurde er zum Bischof von Civita Castellana und Orte ernannt. Das Amt trat er aber nie an. Am 24. November 1539 wechselte er auf den bischöflichen Stuhl von Nepi und Sutri. Die Diözesen waren damals bereits seit langer Zeit In persona episcopi vereinigt.
Vermutlich 1540 wurde er Kardinalvikar von Rom. Am 2. Juni 1542 erhob Papst Paul III. ihn zum Kardinal und am 12. Juni erhielt er den Titelkirche San Ciriaco alle Terme Dioclezian.
Er starb einige Monate später und wurde in der Familienkapelle in der Lateranbasilika begraben.